# Justino, l'assassin du troisième âge
Pour plus de détails, voir Fiche technique et Distribution.
Justino, l'assassin du troisième âge (Justino, un asesino de la tercera edad) est un film espagnol réalisé par Santiago Aguilar et Luis Guridi, sorti en 1994.

## Synopsis
Justino, récemment retraité, devient tueur à gages.

## Fiche technique
- Titre : Justino, l'assassin du troisième âge
- Titre original : Justino, un asesino de la tercera edad
- Réalisation : Santiago Aguilar et Luis Guridi (sous le pseudonyme de duo La Cuadrilla)
- Scénario : Luis Guridi et Santiago Aguilar
- Musique : Jose Carlos Mac
- Photographie : Flavio Martínez Labiano
- Montage : Cristina Otero Roth
- Production : José María Lara
- Société de production : José María Lara
- Société de distribution : Colifilms Distribution (France)
- Pays :  Espagne
- Genre : Comédie dramatique
- Durée : 96 minutes
- Dates de sortie : 
  -  Espagne : octobre 1994 (festival international du film de Catalogne), 3 février 1995
  -  France : 21 février 1996

## Distribution
- Saturnino García : Justino
- Juanjo Puigcorbé : l'homme d'affaires
- Carlos Lucas : Sansoncito
- Alicia Hermida : Mme. Pura
- José Alias : le gardien
- Carlos de Gabriel : Carlos
- Rosario Santesmases : Ana
- Francisco Maestre : Renco
- Fausto Talón : Fausto
- Carmen Segarra : Reme
- Concha Salinas : Angelines
- Vicky Lagos : La Chata
- Popocho Ayestarán : maître
- Juana Cordero : l'infirmière
- Fernando Vivanco : Dr. Larruscain II
- Marta Fernández Muro : Cova

## Distinctions
Le film a été nommé pour deux prix Goya, meilleur espoir masculin pour Saturnino García et meilleur nouveau réalisateur.